# 溴酸铵
溴酸铵是一种无机化合物，化学式为NH4BrO3。

## 制备
溴酸铵可由溴酸钠和氯化铵在溶液中反应得到：
{\displaystyle {\ce {NH4Cl + NaBrO3 -> NH4BrO3 + NaCl}}}

## 化学性质
溴酸铵是一种很不稳定的化合物，在−5 °C时即可缓慢分解，并于54 °C爆炸。分解按下式进行：
{\displaystyle {\ce {4 NH4BrO3 -> NH4NO3 + 2 Br2 + O2 ^ + N2O ^ + 6 H2O}}}
{\displaystyle {\ce {2 NH4BrO3 -> N2 ^ + Br2 + O2 ^ + 4 H2O}}}
它在含有氯化钙的干燥器内保存时也有可观分解，分解时颜色变为黄色，之后变为红棕色。